# Гнатківська сільська рада
| Гнатківська сільська рада — колишній орган місцевого самоврядування у Томашпільському районі Вінницької області з адміністративним центром у с. Гнатків. Сільській раді були підпорядковані населені пункти: - с. Гнатків |

## Склад ради
Рада складалася з 20 депутатів та голови.

## Керівний склад сільської ради
| ПІБ                            | Основні відомості                                                                                | Дата обрання | Дата звільнення |
| ------------------------------ | ------------------------------------------------------------------------------------------------ | ------------ | --------------- |
| Ушаков Олександр Володимирович | Сільський голова, 1965 року народження, освіта, член Української республіканської партії «Собор» | 26.03.2006   | 31.10.2010      |
| Дубінчак Юрій Іванович         | Сільський голова, 1976 року народження, освіта середня спеціальна, безпартійний                  | 31.10.2010   |                 |
| Басараба Микола Віталійович    | Сільський голова                                                                                 | 2015         |                 |

Примітка: таблиця складена за даними джерела